# Окандо Вернет
Окандо Вернет (нід. Ocando Wernet) — нідерландський антильський футболіст, який грав на позиції півзахисника. Відомий за виступами в складі клубу «Естрелья» та збірної Нідерландських Антильських островів, у складі якої був учасником двох фінальних турнірів чемпіонату націй КОНКАКАФ.

## Футбольна кар'єра
Окандо Вернет народився на Арубі, і протягом усієї футбольної кар'єри грав у складі місцевого футбольного клубу «Естрелья». Неодноразово ставав чемпіоном острова. Грав також у складі збірної Нідерландських Антильських островів. У складі збірної брав участь у першому турнірі чемпіонату націй КОНКАКАФ 1963 року, на якому збірна Нідерландських Антилів посіла третє місце. також футболіст брав участь у другому фінальному турнірі чемпіонату націй КОНКАКАФ 1965 року. у складі збірної Вернет грав до 1968 року, а в клубі до 1973 року, після чого завершив виступи на футбольних полях.